# Viceministerio de Justicia del Perú
El Viceministerio de Justicia del Perú es un Despacho Viceministerial dependiente del Ministerio de Justicia y Derechos Humanos. Está encargado de la formulación, coordinación, ejecución y supervisión de la política del Sector Justicia.

## Funciones
- Formular, coordinar, ejecutar y supervisar las políticas bajo su competencia de conformidad con la respectiva política nacional.
- Asesorar jurídicamente al Poder Ejecutivo.
- Velar por la sistematización y difusión de la legislación de carácter general de los tres niveles de gobierno.
- Formular y dirigir la política criminal y penitenciaria.
- Organizar la adecuada y eficaz participación del Sector en las acciones de cooperación judicial internacional.
- Supervisar al Instituto Nacional Penitenciario - INPE y a la Superintendencia Nacional de los Registros Públicos — SUNARP.
- Supervisar el Servicio Civil de Graduandos SECIGRA - Derecho.
- Cooperar y coordinar con los órganos de gobierno de las entidades de administración de justicia.
- Coordinar, orientar y supervisar las actividades que cumplen los órganos de línea, comisiones, consejos y demás entidades bajo su responsabilidad.
- Presidir las comisiones, los consejos y los órganos colegiados que se establezcan mediante la norma correspondiente, pudiendo delegar tal responsabilidad en un representante.
- Mantener relaciones con los Cultos existentes en el Perú y sus representantes, así como velar por la libertad religiosa y establecer lazos con la Iglesia Católica.
- Resolver en última instancia administrativa los recursos impugnativos interpuestos contra las resoluciones emitidas por los Órganos de Línea del Viceministerio, cuando corresponda.

- Emitir resoluciones viceministeriales en los asuntos que le corresponden, conforme a ley.
- Por encargo del Ministro, mantener relaciones con los gobiernos regionales, gobiernos locales y otras entidades públicas y privadas nacionales e internacionales, vinculadas a la implementación de las políticas nacionales en materia de justicia.
- Otras funciones que le asignen las leyes y reglamentos.

## Estructura
Órganos:
- Dirección General de Desarrollo Normativo y Calidad Regulatoria: Brinda asesoría jurídica a las entidades del Sector Público, elabora y emite opinión sobre proyectos normativos, establece el criterio dirimente para resolver las opiniones jurídicas discordantes, entre otros.
- Dirección General de Asuntos Criminológicos: Diseña, formula y evalúa las políticas del Estado en materia criminológica, tiene a su cargo la Secretana Técnica del Consejo Nacional de Política Crirminal y el Observatorio creado por este Depende jerárqucamente del Despacho Viceministerial de Justica.
- Dirección General de Justicia y Libertad Religiosa: Promueve y fortalece las acciones de coordinación nacional e internacional con los organismos públicos y privados vinculados a la justicia y las relaciones entre el Poder Ejecutivo y las entidades religiosas.
- Dirección General de Transparencia, Acceso a la Información Pública y Protección de Datos Personales: Ejerce la Autoridad Nacional de Transparencia y Acceso a la Información Púbica (Antaip) y la Autoridad Nacional de Protección de Datos Personales.

## Lista de Viceministros
- Mario Pasco Cosmópolis (1980-1981)
- Ernesto Blume Fortini (1981-1983)
- Federico Tovar Freyre (1983-?)
- Eduardo López Therese (?-1985)
- Lucio Galarza Villar (1985-1986)
- Pedro Patrón Bedoya (1987-1988)
- Miriam Schenone Ordinola (1992-1995)
- Hernán Ñopo Odar (1996-1999)
- Luis García-Corrochano Moyano (1999-2000)
- Ana Reátegui Napurí (2000)
- Juan Jiménez Mayor (2000-2001)
- Pedro Cateriano Bellido (2001-2002)
- Alfredo Antonio Solf Monsalve (2002-2004)
- César Landa Arroyo (2004)
- Gianna Macchiavello Casabonne (2004-2005)
- Alejandro Tudela Chopitea (2005)
- Jaime Reyes Miranda (2005-2006)
- Eduardo Alfredo Gordillo Tordoya (2006)
- Juan Carlos Valdivia Huaringa (2006-2007)
- Erasmo Alejandro Reyna Alcántara (2007-2009)
- Gerardo Leonidas Castro Rojas (2009-2010)
- Luis Armando Marill del Águila (2010)
- Leonardo Caparrós Gamarra (2010-2011)
- Magly Amparo García Bocanegra (2011)
- Juan Jiménez Mayor (2011)
- Eda Rivas Franchini (2011-2012)
- Daniel Figallo Rivadeneyra (2012-2013)
- Jorge Manuel Pando Vilchez (2013-2015)
- Gustavo Adrianzén Olaya (2015)
- Alfonso Garcés Manyari (2015-2016)
- Roger Rafael Rodríguez Santander (2016)
- Edgar Enrique Carpio Marcos (2016-2017)
- Juan Falconí Gálvez (2017-2018)
- Sergio Iván Atarama Martínez (2018)
- Fernando Castañeda Portocarrero (2018-2020)
- Alex Michael Rueda Borrero (2020)[2]
- Úrsula Desilú León Chempén (2020)[3]
- Felipe Andrés Paredes San Román (2020-2021)[4]
- Misael Bonilla Barboza (2021-2022)
- Jimmy Marcos Quispe De Los Santos (2022-)

## Opiniones jurídicas emitidas por la DGDNCR
En ejercicio de la competencia que la Dirección General de Desarrollo Normativo y Calidad Regulatoria tiene para brindar asesoría jurídica a las entidades del Sector Público, ha emitido las siguientes opiniones:
| Opinión             | Fecha       | Asunto | Principales conclusiones |
| ------------------- | ----------- | --- | --- |
| 001-2023-JUS/DGDNCR | 03/01/2023  | Solicitud de opinión jurídica respecto al mandato de dictar normas reglamentarias y complementarias para la aplicación de la Ley N° 31296, Ley de Promoción de la cadena productiva ganaderolechera | El mandato expreso para la emisión de reglamentos y normas complementarias expresado en la Única Disposición Complementaria Final de la Ley N° 31396 debe ser acatado por los sectores correspondientes. |
| 002-2023-JUS/DGDNCR | 20/01/2023  | Absolución de consulta sobre diferencia entre Queja por Defectos de Tramitación y Reclamo. | Corresponde que la Directiva para la Atención de Denuncias y Actuación de Oficio determine los plazos para el ejercicio de la supervisión de los Organismos Técnicos Especializados y sus formas de conclusión y que la Directiva para la Atención de Consultas determine los plazos para la absolución de consultas. |
| 003-2023-JUS/DGDNCR | 02/02/2023  | Opinión jurídica sobre la reglamentación de la Ley N° 31091, Ley que garantiza el acceso al tratamiento preventivo y curativo de la enfermedad por coronavirus SARS-CoV-2 y de otras enfermedades que dan origen a emergencias sanitarias nacionales y otras pandemias declaradas por la Organización Mundial de la Salud. | Respecto de los artículos 2 y 3 de la Ley N° 31091, no resulta jurídicamente exigible la emisión de una norma reglamentaria y los artículos 4 y 5 de la Ley N° 31091 pueden ser considerados como normas autoaplicativas |
| 004-2023-JUS/DGDNCR | 03/02/2023  | Opinión jurídica sobre la reglamentación de la Ley N° 31006, Ley que establece la tercera semana de octubre de cada año como la Semana Nacional de Lucha contra el Cáncer | Respecto a los artículos 1, 2 y 5 de la Ley N° 31006, no resulta jurídicamente exigible la emisión de una norma reglamentaria. Respecto de los artículos 3 y 4 de la Ley N° 31006, sí resulta jurídicamente exigible evaluar el cumplimiento del mandato establecido en la Única Disposición Complementaria Final de la Ley N.º 31006 a fin de complementar y/o desarrollar de manera integral su contenido a través de una norma reglamentaria |
| 005-2023-JUS/DGDNCR | 08/02/2023  | Opinión jurídica sobre la autoridad competente para realizar el control difuso de la constitucionalidad de las normas con rango de ley, como las ordenanzas municipales | Las autoridades administrativas, actualmente, no tienen la competencia para realizar el control difuso de constitucionalidad dado que el precedente constitucional que les reconoció dicho poder (precedente Salazar Yarlenque) ha sido dejado sin efecto por el Tribunal Constitucional a través de la sentencia recaída en el Expediente N° 04293- 2012-PA/TC; sin perjuicio de ello, la administración pública se encuentra sujeta a la Constitución por virtud de lo establecido en el artículo 38 de la Constitución y en el numeral 1.1 del artículo IV del Título Preliminar de la Ley del Procedimiento Administrativo General (LPAG). |
| 006-2023-JUS/DGDNCR | 23/02/2023  | Opinión jurídica sobre los alcances del artículo 3 de la Ley N° 27908, Ley de Rondas Campesinas | i) El artículo 3 de la Ley N° 27908, Ley de Rondas Campesinas, no prohíbe ni restringe a las rondas campesinas para que, en ejercicio de su autodeterminación manifestada a través de su derecho de asociación, se asocien a su vez con otras rondas campesinas y conformen una persona jurídica; la persona jurídica creada por dos o más rondas campesinas no podría constituirse como una nueva ronda campesina ni ser considerada como tal. |
| 007-2023-JUS/DGDNCR | 24/02/2023  | Opinión jurídica sobre la interpretación de los incisos 15.1 y 15.5 del artículo 15 de la Ley N° 30220, Ley Universitaria, como consecuencia de la emisión de la Ley N° 31520, Ley que reestablece la autonomía y la institucionalidad de las universidades peruanas | Desde la entrada en vigor de la Ley N° Ley N° 31520, la SUNEDU sólo mantiene competencia legal para: i) aprobar o denegar el licenciamiento de universidades y filiales; y, ii) normar y supervisar las condiciones básicas de calidad exigibles para el funcionamiento de universidades y filiales; la evaluación, acreditación y certificación de la calidad educativa de las facultades, escuelas y programas de estudios conducentes a grado académico, son aspectos que recaen en la competencia del SINEACE. |
| 008-2023-JUS/DGDNCR | 27/02/2023  | Solicitud de opinión jurídica sobre la aplicación del numeral 41.3 del artículo 41 del Reglamento de la Ley General de Electrificación Rural | No se considera jurídicamente viable exigir lo dispuesto en los literal a) y b) del numeral 41.3 del artículo 41 del Reglamento de la Ley N° 28749, aprobado por Decreto Supremo N° 018-2020-EM; toda vez que un accionar en ese sentido implicaría aplicar de manera retroactiva dicho Reglamento, a hechos ya cumplidos a su vigencia; lo cual transgrediría lo dispuesto en los artículos 103 y 109 de la Constitución; así como la “Teoría de los hechos cumplidos” y el “principio de aplicación inmediata de las normas”, desarrollados por el Tribunal Constitucional en reiterada jurisprudencia. |
| 009-2023-JUS/DGDNCR | 01/03/2022  | Solicitud de opinión jurídica sobre los alcances del artículo 4 de la Ley N° 31173, Ley que garantiza el cumplimiento de la Ley 29625, Ley de devolución de dinero del FONAVI a los trabajadores que contribuyeron al mismo, priorizando a la población vulnerable, como consecuencia de la pandemia de la COVID-19 | No se considera jurídicamente viable aplicar de forma distinta lo dispuesto en el último párrafo del artículo 4 de la Ley N° 31173, que establece que una vez emitido el CERAD, el mismo será redimido o pagado al quinto año posterior a la fecha de emisión; no se considera jurídicamente viable que, se emitan CERAD parciales, ni que en aquellos casos en los que no se cuente aun con información sobre las aportaciones se emitan CERAD tomando como base la Remuneración Mínima Vital. |
| 010-2023-JUS/DGDNCR | 08/03/2023  | Solicitud de opinión jurídica sobre eximente de responsabilidad por infracciones administrativas consistente en “[l]a subsanación voluntaria por parte del posible sancionado del acto u omisión imputado como constitutivo de infracción administrativa, con anterioridad a la notificación de la imputación de cargos”. | Resulta jurídicamente viable la aplicación de la eximente prevista en el literal f) del numeral 1 del artículo 257 del TUO LPAG a las infracciones referidas a no realizar algún trámite migratorio dentro del plazo previsto en la normativa migratoria vigente. |
| 011-2023-JUS/DGDNCR | 17/03/2023  | Opinión jurídica sobre la interpretación de la Ley N° 31473, Ley que regula la contratación de pensionistas de las Fuerzas Armadas y de la Policía Nacional del Perú | No podría, a través de la interpretación de la Ley N° 31473, establecerse un requisito de aplicación que no se encuentre expresamente establecido o que se desprenda con claridad de alguna de sus disposiciones, como sería el caso de la interpretación que sostiene que la contratación de pensionistas de las Fuerzas Armadas y de la Policía Nacional del Perú solamente puede darse para efectos de ocupar un cargo o plaza previstos en los instrumentos de gestión de cada entidad. |
| 012-2023-JUS/DGDNCR | 24/03/2023  | Solicitud de opinión jurídica respecto a la vigencia y alcance de la Primera Disposición Complementaria Final de la Ley N° 31520, Ley que restablece la autonomía y la institucionalidad de las universidades peruanas. | La Primera Disposición Complementaria Final de la Ley N° 31520 se encuentra vigente y es eficaz para todos sus efectos desde el 22 de julio de 2022. |
| 013-2023-JUS/DGDNCR | 12/04/2023  | Solicitud de opinión jurídica sobre Informe de Resultados. | El “informe de resultados” no es un acto administrativo sino un acto de administración interna; en ese sentido, no podrá ser objeto de impugnación administrativa, en tanto no es un acto que concluye la actividad fiscalizadora; al ser el informe de resultados un acto de administración interna, la petición de nulidad contra este (que la autoridad tendría que calificar como un recurso de reconsideración o apelación, en virtud al principio de informalismo) deberá atenerse a lo previsto en el numeral 217.2 del artículo 217 del TUO LPAG. |
| 014-2023-JUS/DGDNCR | 04/05/2023  | Solicitud de opinión jurídica respecto a la acción de repetición contra los funcionarios y/o servidores, cuyas acciones u omisiones generaron el procesamiento y ulterior condena internacional del Estado peruano por tribunales internacionales | El artículo 5 de la Ley N° 27775 se limita a reconocer el derecho de repetición en favor del Estado indicando que el proceso judicial para tal fin deberá iniciarse por el “procurador correspondiente” y el numeral 51.7 del artículo 51 del Reglamento del Decreto Legislativo N° 1326 especifica que el procurador encargado de ejercer el derecho de repetición en favor del Estado es el procurador público especializado en materia hacendaria; asimismo, hay extremos del Decreto Supremo N° 006-2006-JUS que han sido derogados tácitamente. |
| 015-2023-JUS/DGDNCR | 09/05/2023  | Solicitud de opinión jurídica sobre la suspensión del procedimiento administrativo de ejecución coactiva. | El Ejecutor Coactivo deberá suspender el Procedimiento de Ejecución Coactiva únicamente en los siguientes supuestos: i) Fuera del proceso contencioso-administrativo, si antes de su inicio: El Poder Judicial emite medida cautelar fuera del proceso contencioso administrativo. ii) Dentro del proceso de amparo, si una vez iniciado dicho proceso el Poder Judicial emite una medida cautelar o cualquier otro mandato judicial que disponga expresamente dicha suspensión. iii) Dentro de un proceso contencioso – administrativo, con la sola presentación de la demanda dentro del plazo establecido por ley contra el acto administrativo que sirve de título para la ejecución; o, si una vez iniciado dicho proceso el Poder Judicial emite una medida cautelar o cualquier otro mandato judicial que disponga expresamente dicha suspensión. iv) En el proceso de revisión judicial, únicamente en los casos de actos administrativos que contengan obligaciones de dar hasta la emisión del correspondiente pronunciamiento del Juez Especializado en lo Contencioso Administrativo o el órgano jurisdiccional que haga sus veces. |
| 016-2023-JUS/DGDNCR | 12/05/2023  | Solicitud de opinión jurídica sobre consultas sobre la Ley N° 31643, que modifica el Código Civil para facultar a los notarios a celebrar matrimonio civil | El TUPA es el instrumento de gestión acorde con los actos y trámites establecidos en los artículos 248 al 268 del Capítulo Tercero, sobre Celebración del Matrimonio del Código Civil; el procedimiento de celebración del matrimonio civil supone el pago de los derechos de tramitación consignados en el TUPA de cada municipalidad |
| 017-2023-JUS/DGDNCR | 17/05/2023  | Solicitud de opinión jurídica respecto a los alcances de la notificación obligatoria, vía casilla electrónica en SUSALUD | De conformidad con lo dispuesto en el quinto párrafo del numeral 20.4 del artículo 20 del TUO LPAG, las entidades de la administración pública cuentan con la potestad de establecer, mediante Decreto Supremo, previa opinión favorable de la Presidencia del Consejo de Ministros y el Ministerio de Justicia y Derechos Humanos, la obligatoriedad de la casilla electrónica |
| 018-2023-JUS/DGDNCR | 22/05/2023  | Solicitud de opinión jurídica sobre la remisión de las resoluciones que declaran la nulidad de actos administrativos para la determinación de responsabilidad administrativa | En atención al principio de legalidad y al principio de tipicidad, sólo si la autoridad que declara la nulidad del acto administrativo advierte que la causal de nulidad podría estar vinculada a hechos calificados como “ilegalidad manifiesta”, tiene el deber de comunicarlo a la Unidad de Recursos Humanos y/o a la Secretaría Técnica del PAD para la adopción de las acciones de determinación de responsabilidad administrativa funcional a las que hubiere lugar. |
| 019-2023-JUS/DGDNCR | 24/05/2023  | Solicitud de opinión jurídica respecto a la vigencia y alcance de la Primera Disposición Complementaria Final de la Ley N° 31520, Ley que restablece la autonomía y la institucionalidad de las universidades peruanas. | La disposición de designación de los nuevos integrantes del Consejo Directivo de la SUNEDU, prevista en la Primera Disposición Complementaria Final de la Ley N° 31520, no se encuentra supeditada al cumplimiento de ningún requisito o condición previa |
| 020-2023-JUS/DGDNCR | 16/06/2023  | Solicitud de opinión jurídica | El artículo 219 del TUO LPAG no establece una definición y/o características que deberá cumplir la nueva prueba como requisito de procedencia del recurso de reconsideración en el procedimiento administrativo, no resultando viable jurídicamente sostener una interpretación restrictiva de la precitada disposición, máxime si toma en cuenta que el recurso de reconsideración constituye un mecanismo a través del cual se ejerce el derecho fundamental a la pluralidad de instancia en sede administrativa; la acepción amplia de la nueva prueba se condice además con los principios que rigen el procedimiento administrativo, concretamente el principio de verdad material, y con la flexibilidad que permite el procedimiento administrativo en cuanto a la materia probatoria. No es posible que, en principio, pueda calificarse como nueva prueba a aquella que el administrado debió presentar como requisito obligatorio para la presentación del escrito que contiene la petición administrativa. |
| 021-2023-JUS/DGDNCR | 07/07/2023  | Solicitud de opinión jurídica sobre la aplicabilidad del plazo de caducidad establecido en el TUO de la Ley N° 27444, dentro del procedimiento administrativo sancionador señalado en el artículo 103 del DS N° 002-2014-MIMP, Reglamento de la Ley N° 29973, Ley General de la Persona con Discapacidad | En el procedimiento administrativo sancionador especial que reconoce la Ley General de la Persona con Discapacidad y regula el Reglamento de dicha ley es aplicable la figura de la caducidad administrativa, la cual opera una vez que ha transcurrido el plazo normal o ampliado previsto en el artículo 103 del citado Reglamento. |
| 022-2023-JUS/DGDNCR | 10/07/2023  | Solicitud de opinión jurídica respecto a la probable colisión entre la Ley N° 26298, Ley de Cementerios y Servicios Funerarios y el Decreto Supremo N° 03-94-SA, Reglamento de la Ley N° 26298, modificado mediante Decreto Supremo N° 031-2021-SA | De la regulación establecida tanto en el artículo 26 de la Ley de Cementerios y Servicios Funerarios y el numeral 61.A.3 de su Reglamento no se advierte que exista alguna diferenciación prevista de manera expresa cuando se trate de una persona que falleció por muerte natural o que falleciera por muerte súbita o violenta. |
| 023-2023-JUS/DGDNCR | 01/08/2023  | Solicitud de opinión jurídica respecto al alcance del artículo 10 de la Ley N° 28359, Ley de Situación Militar de Oficiales de las Fuerzas Armadas, modificado por la Ley N° 31496. | El hecho que los Comandantes Generales de cada institución deban ejercer sus funciones por un periodo de dos (2) años, no les impide que puedan participar dentro de la nómina de los Oficiales Generales o Almirantes para ser designados como Jefe del Comando Conjunto. |
| 024-2023-JUS/DGDNCR | 21/08/2023  | Solicitud de opinión jurídica sobre la colaboración institucional de una Organismo Público Ejecutor con Entidades Públicas y Privadas | De conformidad con lo establecido en el artículo I del Título Preliminar del TUO LPAG16, no es factible que se aplique el Código Civil en temas relacionados con convenios de colaboración entre entidades; el “convenio de colaboración interinstitucional”, sea que se trate de convenios celebrados entre entidades de la administración pública o entre entidades de la administración pública y entidades privadas, presenta una naturaleza no pecuniaria; a partir de una interpretación sistemática de los artículos 87, 88 y 90 del TUO LPAG y que se condice con el principio constitucional de cooperación, que constituye un subprincipio del principio general de separación de poderes, y no desnaturaliza el carácter no pecuniario de estos convenios; en el supuesto de los convenios entre una entidad pública y una entidad privada, ninguna de las disposiciones del TUO LPAG establece o reconoce la posibilidad de que exista una contraprestación de carácter económico como pago de gastos efectivos realizados por alguna de las entidades involucradas; los convenios de colaboración interinstitucional constituyen una figura jurídica completamente distinta a la actividad empresarial del Estado, la cual se encuentra regulada en la Ley 27170, Ley del Fondo de Financiamiento de la Actividad Empresarial del Estado. |
| 026-2023-JUS/DGDNCR | 24/08/2023  | Solicitud de opinión jurídica sobre la interpretación del literal e) del artículo 2 de la Ley 27056; literales m) y o) de su Reglamento aprobado por Decreto Supremo N° 002-99-TR y modificado por Decreto Supremo N° 002-2004-TR; la primera Disposición Complementaria del Reglamento de la Ley N° 29135, aprobado por Decreto Supremo N° 002- 2009-TR y el artículo 249 del TUO de la Ley N°27444, respecto a si la determinación o asignación de competencias para actuar como órgano instructor o sancionador en el Procedimiento Administrativo Sancionador-PAS de ESSALUD, puede regularse en el Reglamento de Organización y Funciones de la entidad o en otra norma, interna o reglamento específico para dicha actividad. | La potestad sancionadora de ESSALUD encuentra sustento legal en los numerales 15.2 y 15.3 del artículo 15 de la Ley N° 27056; en el artículo 4 de la Ley N° 2913, y en el artículo 5-A de la Ley N° 26790; la determinación de competencias del órgano instructor y sancionador al interior del procedimiento administrativo puede regularse mediante norma reglamentaria específica aprobada por la propia entidad. |
| 025-2023-JUS/DGDNCR | 24/08/2023  | Solicitud de opinión jurídica sobre relaciones contractuales entre entidades públicas; y sus actividades asistenciales y de autofinanciamiento (no actividades empresariales) | Las personas jurídicas de derecho público son titulares de derechos fundamentales y como tal, ostenta la titularidad del derecho a la libertad de contratación, el cual se rige bajo el marco de lo establecido en la Ley de Contrataciones con el Estado; de conformidad con el literal a) del artículo 3 del Texto Único Ordenado de la Ley n.o 30225, Ley de Contrataciones del Estado. |
| 027-2023-JUS/DGDNCR | 20/09/2023  | Opinión sobre la aplicación del Reglamento de Organización y Funciones del IMARPE aprobado por Resolución Ministerial N° 345- 2012-PRODUCE a la designación del Presidente del Consejo Directivo del IMARPE | Por mérito de la Segunda Disposición Complementaria Final del Decreto de Urgencia n.o 015-2020, las modificaciones introducidas por dicha norma al Decreto Legislativo n.o 95, en lo que respecta a la designación del Presidente Ejecutivo del IMARPE, son normas heteroaplicativas que requieren de un desarrollo en el ROF de la entidad, así como través de los instrumentos normativos y documentos de gestión que correspondan. |
| 028-2023-JUS/DGDNCR | 04/10/2023  | Consulta sobre la vigencia de la adhesión a la apelación en los procedimientos administrativos trilaterales | El ordenamiento jurídico reconoce la figura de la adhesión a la apelación en los procedimientos administrativos trilaterales. |
| 029-2023-JUS/DGDNCR | 31/10/20123 | Opinión jurídica sobre la reglamentación de la Ley N° 30846, Ley que crea el Plan Nacional de Cuidados Paliativos para Enfermedades Oncológicas y No Oncológicas | El Plan no se ha emitido en cumplimiento de la Primera Disposición Complementaria Transitoria de la Ley n.o 30846,; toda vez que no puede ser entendido como la norma reglamentaria de la ley Ley N° 30846. |
| 030-2023-JUS/DGDNCR | 16/11/2023  | Opinión jurídica sobre los alcances de la multa establecida en el numeral 147-A.1 del artículo 147-A de la Ley N° 29571, Código de Protección y Defensa del Consumidor | La multa prevista en el numeral 147-A.1 del artículo 147-A del Código de Protección y Defensa del Consumidor tiene carácter de sanción administrativa, en tanto que representa una consecuencia aflictiva de carácter pecuniario contra el administrado por la comisión de una conducta que tutela un bien jurídico de interés sectorial, previamente tipificado; para su imposición, se debe contar con un marco normativo que regule el cumplimiento del régimen y garantías previstos para la potestad administrativa sancionadora en el TUO de la LPAG; a saber: debido procedimiento, razonabilidad, tipicidad, irretroactividad, concurso de infracciones, continuación de infracciones, causalidad, presunción de licitud, culpabilidad y ne bis in ídem, entre otros que forman parte del bloque de constitucionalidad del ius puniendi estatal. |
| 031-2023-JUS/DGDNCR | 28/11/2023  | Solicitud de opinión jurídica respecto de la aplicación de los criterios de priorización de pago de sentencias judiciales | Las sentencias a las que hace referencia el artículo 38 de la NLPT no corresponde que sean incluidas en el Listado priorizado de obligaciones derivadas de sentencias en calidad de cosa juzgada; las sentencias de ejecución anticipada con mandato o requerimiento de pago, que no cuentan con calidad de cosa juzgada al haber sido impugnadas mediante recurso de casación, no corresponde que sean incluidas en el citado listado; las obligaciones derivadas de laudos arbitrales no pueden ser incluidas en el citado listado. |
| 032-2023-JUS/DGDNCR | 01/12/2023  | Solicitud de opinión jurídica respecto a la “aplicación de la función administrativa en materia de desconcentración de los órganos administrativos, en el marco del Texto Único Ordenado de la Ley N° 27444, aprobado con Decreto Supremo N° 004-2019-JUS, a la ejecución contractual de los contratos suscritos en el marco de la normativa que regula las Asociaciones Público Privadas” | La figura de la desconcentración, mínimamente, implica una técnica de organización administrativa para la transferencia de una competencia hacia una unidad orgánica de la entidad pública, esa unidad orgánica se crea mediante la modificación de la estructura normativa de la entidad en cuestión y que las competencias que se desconcentran son de carácter sustantivo. |
| 033-2023-JUS/DGDNCR | 18/12/2023  | Opinión jurídica sobre el mandato de dictar normas reglamentarias y complementarias para la aplicación de la Ley N° 31191, Ley que fomenta la reactivación del sector agropecuario priorizando la agricultura familiar y el fortalecimiento del Banco Agropecuario (AGROBANCO) | Los artículos 1 y 2 de la Ley N° 31191, así como su Primera Disposición Complementaria Final, no requieren de una reglamentación mediante decreto supremo para poder ser materializarse, mientras que los artículos 3 y 4, así como su Tercera Disposición Complementaria Final, sí requieren de una regulación infralegal para poder materializarse concretamente. |
| 001-2024-JUS/DGDNCR | 12/01/2024  | Solicitud de opinión jurídica sobre el uso de la notificación electrónica en los actos dictados en el procedimiento de ejecución coactiva, en el marco del TUO de la Ley N° 27444, Ley del Procedimiento Administrativo General, aprobado por Decreto Supremo N° 004-2019-JUS | La notificación de los actos y actuaciones administrativas por la vía de la casilla electrónica se rige por lo dispuesto en el artículo 20 del TUO de la LPAG; según esta disposición legal, las entidades deben contar con la disponibilidad tecnológica para emplear esta modalidad de notificación y tener el consentimiento expreso del administrado. Entre lo que establece el Reglamento de la Ley de Procedimiento de Ejecución Coactiva y la LPAG en materia de notificación de los actos vía casilla electrónica existe una prelación jerárquica de la segunda respecto de la primera norma debido a la conexión material que existe entre ellas (en lo que atañe específicamente a la regulación de la notificación) |
| 002-2024-JUS/DGDNCR | 17/01/2024  | Consulta sobre la facultad del Ministerio de Vivienda, Construcción y Saneamiento de emitir opinión jurídica y sobre la facultad de las municipalidades distritales de disponer la suspensión de los efectos de las licencias de edificación. | El Ministerio de Vivienda, Construcción y Saneamiento está facultado para emitir opinión vinculante en materias relacionadas con habilitaciones urbanas y edificaciones, siempre que se trate de solicitudes sobre la normativa expedida por dicho sector; la suspensión (o interrupción) de licencias de edificación tiene su propio régimen de causales, establecido en los artículos 10 y 11 del TUO de la Ley n.o 29090, el cual tiene un carácter especial frente a la disposición genérica del artículo 246 del TUO de la LPAG; para la aplicación de las suspensiones o interrupciones de licencias de edificación, no resulta aplicable lo previsto por el artículo 10 del TUO de la LPAG, las licencias de habilitación son herramientas de desarrollo urbano y, por tanto, sus efectos están llamados a ser compatibles con el interés general y con el ejercicio adecuado del ius aedificandi. |
| 003-2024-JUS/DGDNCR | 26/01/2024  | Solicitud de opinión jurídica respecto de la aplicación del artículo 10 de la Ley del Sistema Portuario Nacional – Ley N° 27943 y el artículo 50 del Reglamento de la Ley del Sistema Portuario Nacional aprobado por Decreto Supremo N° 003-2004-MTC | El principio de jerarquía normativa que se desprende del artículo 51 de la Constitución implica que toda norma es válida sólo en la medida que sea compatible formal y materialmente con la norma de superior jerarquía. Así, las normas con rango de ley no pueden ser contrarias a la Constitución, y las normas infralegales no pueden ser contrarias a las normas con rango de ley y, naturalmente, a la Constitución. El artículo 50 del Reglamento de la Ley n.o 27943 contraviene el límite máximo por el que la infraestructura portuaria puede ser entregada en administración al sector privado. Considerando que el plazo legalmente previsto para demandar por la vía de la acción popular la ilegalidad de dicho artículo y teniendo en cuenta que el control difuso de constitucionalidad en sede administrativa se encuentra prohibido, la única vía disponible para dejar sin efecto lo que actualmente dispone es la de su modificación normativa a través del sector competente. |
| 004-2024-JUS/DGDNCR | 29/01/2024  | Solicitud de opinión jurídica respecto a la posibilidad de que la SUNAFIL lleve a cabo la actividad administrativa de fiscalización contra sí misma ante la denuncia de uno de sus servidores | No existe mandato legal que impida a una entidad pública el ejercer su potestad de fiscalización respecto de sí misma; en materia sancionadora, la imparcialidad se encuentra objetiva y legalmente garantizada con la separación orgánica entre la autoridad instructora y resolutiva que prevé el TUO de la LPAG. |
| 005-2024-JUS/DGDNCR | 09/02/2024  | Opinión jurídica sobre la reglamentación de la Ley N° 28651, Ley que propone el nombramiento de profesionales médicos cirujanos de ESSALUD que se encuentran en la situación de contratados | La Ley n.o 28651 es de obligatorio cumplimiento y constituye una norma heteroaplicativa que requiere de un desarrollo reglamentario posterior para su correcta aplicación; respecto de su artículo 3, así como de su Segunda y Cuarta Disposición Transitoria y Complementaria, constituye una norma autoaplicativa que no requiere de un desarrollo reglamentario para su aplicación. |

## Opiniones consultivas emitidas por la DGTAIP
En ejercicio de la función que la Dirección General de Transparencia, Acceso a la Información Pública y Protección de Datos Personales tiene para absolver consultas respecto de la aplicación de normas de transparencia y acceso a la información pública, ha emitido las siguientes opiniones:
| Opinión              | Fecha      | Asunto | Principales conclusiones |
| -------------------- | ---------- | --- | --- |
| 037-2023-JUS/DGTAIPD | 29/12/2023 | Sobre la configuración de la infracción administrativa referida a no responder las solicitudes de acceso a la información pública y los requisitos para la aplicación de la subsanación voluntaria de la infracción como eximente de responsabilidad | La infracción se configura al no brindarse respuesta al requerimiento (silencio adminsitrativo negativo o silencio desestimatorio), cuya imposición exige que se compruebe la presencia del elemento subjetivo (dolo o culpa)                                                                                               |
| 038-2023-JUS/DGTAIPD | 29/12/2023 | Sobre el ámbito de aplicación subjetivo de la Ley de Transparencia y Acceso a la Información Pública y la inaplicación de la obligación de publicar el Registro de Visitas en Línea, respecto al Parlamento Andino y sus representantes peruanos     | El Ministerio de Relaciones Exteriores o el Congreso de la República atienden las solicitudes de acceso a la información pública del Parlamento Andino de acuerdo al concepto, el cual al no encontrarse incluido en el artículo I del Título Preliminar del TUO de la LPAG, no se encuentra obligado a implementar un PTE. |